# بولاير
بولاير (بالتركية:Bolayır) قرية تقع في أقصى شرق شبه جزيرة جاليبولي، شهدت معركة جاليبولي بين القوات العثمانية والبلغارية عام 1913 خلال حرب البلقان الأولى.

## أعلام
- نامق كمال